# 佐藤健太郎 (フリーライター)
佐藤 健太郎（さとう けんたろう、1970年〈昭和45年〉5月8日 - ）は、化学を専門分野とする日本のフリーランスサイエンスライター。国道愛好家としても知られる。2012年（平成24年）4月まで、東京大学大学院理学系研究科広報担当特任助教。

## 来歴
兵庫県生まれ。茨城県立日立第一高等学校を経て、東京理科大学理学部応用化学科を卒業後、東京工業大学大学院理工学研究科修士課程に進み有機合成化学を学ぶ（修士）。1995年（平成7年）より、茨城県つくば市内の製薬会社において研究職として勤める傍ら、有機化学について広く世間に興味を持ってもらいたいとの思いから、1998年（平成10年）にウェブサイト『有機化学美術館』を開設。CGによる分子の画像を交え、有機化学に関連する様々な記事の執筆・公開を始めた。記事の総数は150本を超え（2008年4月現在）、書籍化もされた。2008年（平成20年）7月には英語版もスタートした。
同サイトでは、DDT（毒物ドリンク探検隊）という世界各地の珍味飲料を筆者自身がテイスティングし評論するコーナーがある。
2007年（平成19年）末、ライターとしての活動に専念するため、勤めていた企業を退職しフリーランスとなる。現在、化学雑誌への連載やメールマガジン『メルマガ有機化学』の配信等の執筆活動の他、講演等も積極的に行っている。
2009年（平成21年）4月より、東京大学大学院理学系研究科広報担当特任助教の職に就く。任期満了により2012年（平成24年）4月に退職、再びフリーランスに。

## 人物
折り紙について造詣が深く、講演の際には分子を模した折り紙細工を用いることもある。囲碁にも造詣が深く、また、国道マニアでもあり、数本を残して殆どを走破したその距離は32万 kmを越え、関連書籍も上梓している。
ウィキペディアンであることを公言しており、ウィキペディアにおける化学関連の記事の充実化のために、編集への協力をたびたび呼びかけている。

## 著作
- 『有機化学美術館へようこそ 分子の世界の造形とドラマ』 技術評論社、2007年、ISBN 978-4-7741-3114-6
- 『化学物質はなぜ嫌われるのか 「化学物質」のニュースを読み解く』 技術評論社、2008年、ISBN 978-4-7741-3517-5
- 『医薬品クライシス 78兆円市場の激震』 新潮社、2010年、ISBN 978-4-10-610348-3
- 『創薬科学入門 薬はどのようにつくられる？』 オーム社、2011年、ISBN 978-4-274-50361-0
- 『「ゼロリスク社会」の罠 「怖い」が判断を狂わせる』 光文社新書、2012年、ISBN 978-4-334-03706-2
- 『炭素文明論　元素の王者が歴史を動かす』　新潮社、2013年、ISBN 978-4-10-603732-0
- 『ふしぎな国道』 講談社、2014年、ISBN 978-4-06-288282-8
- 『化学で「透明人間」になれますか？ 人類の夢をかなえる最新研究15』 光文社新書、2014年、ISBN 978-4-334-03835-9
- 『世界史を変えた薬』 講談社、2015年、ISBN 978-4-06-288338-2
- 『国道者』 新潮社、2015年、ISBN 978-4-10-339731-1
- 『健康になれない健康食品：なぜニセ情報はなくならないのか』 春秋社、2016年、ISBN 978-4-39-371080-7
- 『医薬品とノーベル賞 がん治療薬は受賞できるのか？』 角川新書、2016年、ISBN 978-4-04-731647-8
- 『世界史を変えた新素材』 新潮社、2018年、ISBN 978-4-10-603833-4
- 『すごい分子 世界は六角形でできている』 講談社、2019年、ISBN 978-4-06-514214-1

## 出演
- ビーバップ!ハイヒール：2009年03月19日 午後 11:17～深夜 0:17 「知られざる驚異の世界　薬の真実」にゲスト出演
- 追跡!AtoZ：2010年3月13日　「新薬が生まれない」にゲストコメンテーターとして出演

## 受賞
- 2010年　科学ジャーナリスト賞受賞（著書「医薬品クライシス」に対し）
- 2011年　化学コミュニケーション賞(個人)受賞（「ウェブ・書籍などを通じた化学コミュニケーション活動」に対し）

授与組織（社)日本化学連合

## その他
- 現在、公式サイトはリニューアル中。